# Cerodontha pseuderrans
Cerodontha pseuderrans är en tvåvingeart som beskrevs av Friedrich Georg Hendel 1931. Cerodontha pseuderrans ingår i släktet Cerodontha och familjen minerarflugor. Arten är reproducerande i Sverige. Inga underarter finns listade i Catalogue of Life.